# 912
| [ Edytuj tabelę ]          |                                                            |
| Król Anglii                | - 899 Edward Starszy 924                                   |
| Hrabia Aragonii            | - 893 Galindo II 922                                       |
| Król Armenii               | - 890 Symbat I Męczennik 913                               |
| Hrabia Barcelony           | - 911 Sunyer I 947                                         |
| Książę Bawarii             | - 907 Arnulf 937                                           |
| Książę Burgundii           | - 880 Ryszard I Prawodawca 921                             |
| Cesarz Bizancjum           | - 886 Leon VI Filozof 912 - 886 Aleksander 913             |
| Chan Bułgarii              | - 893 Symeon I 913                                         |
| Książę Czech               | - 895 Spitygniew I 915                                     |
| Król Franków zachodnich    | - 893 Karol III Prostak 922                                |
| Cesarz Japonii             | - 897 Daigo 930                                            |
| Kalif                      | - 908 Al-Muqtadir 932                                      |
| Król Khmerów               | - 910 Harszawarman I 922                                   |
| Wielki książę Kijowa       | - 882 Oleg Mądry 912 - 912 Igor Rurykowicz 945             |
| Patriarcha Konstantynopola | - 912 Mikołaj I Mistyk 925 - 907 Eutymiusz I Synkellos 912 |
| Król Leónu                 | - 910 Garcia I 914                                         |
| Król Mercji                | - 911 Ethelfleda 918                                       |
| Król Nawarry               | - 905 Sancho I 926                                         |
| Król Norwegii              | - 872 Harald Pięknowłosy 930                               |
| Papież                     | - 911 Anastazy III 913                                     |
| Książę Saksonii            | - 880 Otto Dostojny 912 - 912 Henryk I Ptasznik 936        |
| Król Szkocji               | - 900 Konstantyn II 943                                    |
| Doża Wenecji               | - 888 Pietro Tribuno 912 - 912 Orso II Partecipazio 932    |
| Książę Węgier              | - 907 Zoltán 947                                           |

Rok 912 / CMXII
stulecia: IX wiek ~
X wiek ~
XI wiek

lata: 902 «
907 «
908 «
909 «
910 «
911 «
912
» 913
» 914
» 915
» 916
» 917
» 922

## Wydarzenia
- 11 maja – Aleksander został cesarzem bizantyńskim.

- Początek rządów Igora na Rusi.

## Urodzili się
- 23 listopada – Otton I Wielki, król Niemiec, został pierwszym cesarzem Świętego Cesarstwa Rzymskiego.

## Zmarli
- 6 kwietnia – Notker, szwajcarski kompozytor, poeta, historyk i teoretyk muzyki (ur. ok. 840).
- 11 maja – Leon VI Filozof, cesarz Bizancjum (ur. 866)
- Oleg, drugi historyczny książę Rusi, następca Ruryka (ur. 879)

## Zdarzenia astronomiczne
- Widoczna kometa Halleya.